# ویلیام بیلیس
سر ویلیام مدوک بیلیس (Sir William Maddock Bayliss) FRS‏ (۲ می ۱۸۶۰ تا ۲۷ اوت ۱۹۲۴)، یک فیزیولوژیست انگلیسی است.

## زندگی
او در ویدنزبری، استافوردشر بدنیا آمد، اما پس از مدت کوتاهی، پدرش که تاجر موفقی در زمینه آهن‌کاری زیورآلات بود، خانواده را جهت اسکان در خانه‌ای که در جاده هیت غربی در همپستد شمال لندن ساخته بود نقل مکان داد. او آن جا را کاتبرتس نام نهاده بود. موقعیت آن در چهار هکتار باغ بود. ویلیام تنها جانشین او بود. او شروع به مطالعه پزشکی در کالج دانشگاهی لندن در ۱۸۸۰ میلادی نمود، اما وقتی در درس کالبدشناسی شکست خورد از آنجا اخراج گردید. سپس به فیزیولوژی جذب شده و تحت نظر جان بوردون ساندرسون در کالج وادهام آکسفورد مطالعه نمود. در آنجا به دلیل تحقیقات بر روی بارهای الکتریکی که طی ترشح بزاق رخ می‌دهد، برنده درجه کلاس یک شد. او در ۱۸۸۸ میلادی به عنوان دستیار ادوارد شارپی شافر به کالج دانشگاهی لندن بازگشت. در ۱۸۹۰ میلادی شروع به همکاری با ارنست استارلینگ کرد، او در بیمارستان گایز بود و در ارتباط با فعالیت الکتریکی قلب فعالیت می‌نمود. آن‌ها مکمل همدیگر بودند: به عنوان مثال بیلیس درگیر دستگاه ثبت بود در حالی که استارلینگ در آماده‌سازی فعالیت می‌نمود.
بیلیس با خواهر استارلینگ، گرترود در ۱۸۹۳ ازدواج نمود؛ آنها سه پسر و یک دختر داشتند. آنها از ملک خود در لندن لذت برده و حتی از تمامی ملاقات کنندگان از جامعه فیزیولوژی در لندن میزبانی می‌کردند. او آزمایشگاهی در آهن مواج در باغ چهار هکتاری اش ساخت.
او ابتدا با استالینگ بر روی فشار در وریدها و شریان‌ها مطالعه نمودند، اما در ۱۸۹۷ تغییر ناگهانی در جهت کار خود داده و بر روی تحرک شکم کار کردند. همکاری هنگامی تسهیل یافت که استارلینگ به کالج دانشگاهی لندن در سمت کرسی فیزیولوژی جوردل در ۱۸۹۹ نقل مکان کرد. در آن زمان می‌دانستند که با تزریق اسید هیدروکلوریک به حفره روده‌ای، ترشح لوزالمعدوی تحریک می‌گشت؛ اما تزریق در خون چنین اثری نداشت. آن‌ها مصمم شده بودند که دریابند چه اعصابی در این پدیده دخیلند، اما عصب زدایی موجب انسداد پاسخ نشد. در لحظه‌ای الهامبخش، آنها نمونه‌ای از مخاط رودوی را در شن جمع‌آوری کدند که حاوی اسید هیدروکلریک بود؛ با تزریق عصاره صافی شده، میزان زیادی از ترشحات لوزالمعدوی استخراج گشت. آنها ماده شیمیایی مسئول آن را سکرتین نام نهادند و هورمون شیمیایی پیامبر آن را نیز به همین نام، نامگذاری نمودند. «کشفی که باید آنطور که به نظر من می‌رسد، به عنوان رتبه اول از کشفیات فیزیولوژی رتبه‌بندی نمود. این کشف صرفاً چیز جدیدی نیست، بلکه فرایند جدیدی در حیات است».
در ۱۹۰۳ میلادی، او برای دانشجویان پزشکی آزمایشی را در ارتباط با بیهوشی یک سگ انجام داد. دوتا از خانم‌های سوئدیملاقات کننده معتقد بودند که ماده بیهوشی کافی نبوده و این را به استیفن کولریج، مشاور ضد-تشریح زنده، گزارش نمودند. اتهامات شکنجه‌گری او به‌طور گسترده در جراید منتشر و گزارش شد. بیلیس ثروتمند منابع کافی را داشت تا طلب عذرخواهی نماید و وقتی از انجام آن سرباز زدند، به علت توهین تحت پیگرد قرارشان داد. محکمه در امور ماجرای سگ قهوه‌ای، روزنامه‌ها را پر کرده بود و هیئت منصفه به نفع بیلیس حکم داد.
سپس بیلیس بر دستگاه گردش مغز و عمل آنزیم‌ها مطالعه کرده و بنیانگذار جامعه بیوشیمی شد. در ۱۹۱۲ میلادی، استادی در فیزیولوژی عمومی در کالج دانشگاهی لندن برای او تأسیس گشت.
طی اولین سال‌های جنگ جهانی اول، استارلینگ در ارتش بود، لذا بیلیس فیزیولوژی تدریس کرده و در کمیته جامعه سلطنتی غذا (جنگ) خدمت نمود. در ۱۹۱۶ میلادی، مقاله‌ای را در ارتباط با موج‌زدگی ارائه نمود. می‌دانستند که در شوک، حجم خون کاهش می‌یابد، حتی اگر بیمار خونریزی نکند. این از دست رفتن خون موجب افت فشار خون شده، چون قلب خون کمتری جهت پمپ کردن دارد. این افت فشار خون مسئول نشانگان شوک است. اگر حجم خون با تزریق محلول نمک برگردد، فشار خون افزایش می‌یابد، ولی این افزایش تنها گذرا و مقطعی است. محلول‌های نمکی با تزریق درون رگ به موج گرفتگان مرد طی نبرد سم کمکی نکرد. بیلیس با استفاده از گربه‌ها نشان داد که اگر محلول نمک شامل پنج درصد ژلاتین یا صمغ عربی باشد، افزایش فشار خون حفظ شده و شوک تخفیف می‌یابد. توجیه آن قبل تر توسط استالینگ هویدا گشته بود: مولکول‌ها بزرگتر از آنند که قادر به فرار از پلاسمای خون باشند، در حالی که عبورشان از مویرگ‌ها موجب تولید فشار اسمزی لازم بیرون کشیدن و بازگشت مایعات از مایع برون سلولی به گردش مواد می‌گردد (گرچه که بیلیس پیشنهاد نمود که این کارها ممکن است به عنوان بالا بردن ویسکوزیته خون عمل کنند). در نوامبر ۱۹۱۷، صمغ و نمک در مردان موج زده‌ای که بهبود یافته بودند تزریق شد. با این حال این اتفاق مربوط به مارس ۱۹۱۸، قبل از استفاده از این مواد در جبهه‌های نبرد بود. هیچ رویداد ثبت شده‌ای در ارتباط با میزان درمان شدگان با این روش وجود ندارد. آلمانی‌ها نیز نتایج استفاده خود از این ماده را ثبت نکرده‌اند. بیلیس این کار را در کتابش ثبت نموده‌است.
در ۱۹۱۹ او «اصول فیزیولوژی عمومی» را منتشر ساخت. وی در این کتاب فرایندهای مشترک بین تمام موجدات زنده را تعریف نمود. این کتاب نافذ، «افشاء شخصیت نویسنده» بود و تحت چهار ویرایش قرار گرفته و بعد از مرگش توسط پسرش لئونارد و ای.وی. هیل تجدید شده و ویرایش پنجمش در ۱۹۵۹–۱۹۶۰ پدیدار گشت.
آگهی وفات او ذکر می‌کند که «سخاوت آرامش، مهربانی، شکسته نفسی و خوبی ساده او، موجب گرامی شدنش نزد تمامی فیزیولوژیست‌های هم قطارش شد». دیگری خاطرنشان ساخت که بیلیس عاشق این بود تا فیزیولوژیست جوانی نزدیکش باشد و آن‌ها نیز کنار او بودن را دوست داشتند «دانش او، گرچه که جامع بود، هیچگاه بیش از حد تحمل نبود و نبوغش هیچگاه ترسناک نبود، احتمالاً به این دلیل که ذهن او به سرعت کار نمی‌کرد.»

## افتخارات و جوایز
بیلیس به عنوان عضو جامعه سلطنتی، در ژوئن ۱۹۰۳ میلادی انتخاب شد. او به‌طور مشترک لکچر کرونیان آن‌ها را در ۱۹۰۴ اجرا کرده و مدال سلطنتیشان را در ۱۹۱۱ و مدال کاپلی را در ۱۹۱۹ کسب نمود.
او به دلیل خدماتش در پزشکی، عنوان شوالیه را در ۱۹۲۲ کسب نمود.

## مرگ
بیلیس در لندن، در ۱۹۲۴ میلادی فوت کرد.
جامعه بیلیس و استارلینگ در ۱۹۷۹، به عنوان مجمع دانشمندان با علایق تحقیقاتی در زمینه عملکرد مرکزی و خودمختار پپتیدها بنیانگذاری شد.

## خانواده
همچنین پسر او، دکتر لئونارد ارنست بیلیس FRSE ‏(۱۹۰۱–۱۹۶۴) نیز یک فیزیولوژیست بود. او سنن خانواده در زمینه نوشتن کتب فیزیولوژیکی را ادامه داد.

## ارجاعات
1. ↑  "Bayliss, William Maddock". Who's Who. Vol. 59. 1907. p. 114.
2. ↑  1911 England Census
3. ↑  England, Oxford Men and Their Colleges, 1880-1892
4. ↑  Henderson, J. (2013). A Life of Ernest Starling. People and Ideas. Springer New York. p. 20. ISBN 978-1-4614-7526-2. Retrieved 2021-10-24.
5. ↑  Henderson, John (2005). A life of Ernest Starling. Oxford University Press. pp. 20–23. ISBN 978-0-19-517780-0.
6. ↑  E, M, Tansey (2004). "Sir William Maddock Bayliss (1860-1924).".  In Matthew, H. G. C.; Harrison, Brian (eds.). -0198613784 Oxford Dictionary of National Biography. Oxford University Press. {{cite book}}: Check |url= value (help)نگهداری یادکرد:نام‌های متعدد:فهرست نویسندگان (link)
7. ↑  Henderson 2005, pp. 46-49.
8. ↑  Henderson 2005, pp.54-58.
9. ↑  Barcroft, J. (1926). "Obituary Notices of Fellows Deceased: Sir William Maddock Bayliss". Proceedings of the Royal Society B: Biological Sciences. 99 (699): xxvii–xxxii. doi:10.1098/rspb.1926.0022.
10. ↑  Bayliss, W. M. (1917). The physiology of food and economy in diet. London: Longmans, Green & Co.
11. ↑  Van Der Kloot, William (2010). "William Maddock Bayliss's therapy for wound shock". Notes and Records of the Royal Society. 64 (3): 271–286. doi:10.1098/rsnr.2009.0068. PMID 20973450.
12. ↑  Bayliss, W. M. (1919). Intravenous Injection in Wound Shock. London: Longmans, Green.
13. ↑  Bayliss, William Maddock (1918). Principles of general physiology. London: Longmans Green & Co.
14. ↑  "Sir W. M. Bayliss. ; a Great English Physiologist". The Times. 28 August 1924. p. 12.
15. ↑  J. B. 1926, p. xxxii.
16. ↑  J.B. 1926, xxx
17. ↑  "Library and Archive Catalogue". Royal Society. Archived from the original on 30 December 2021. Retrieved 15 March 2018.
18. ↑  "Former Fellows of The Royal Society of Edinburgh 1783 – 2002" (PDF). p. 66. Retrieved 10 April 2018.[پیوند مرده]
19. ↑  Winton, Frank Robert; Bayliss, Leonard Ernest (1930). Human physiology. London: J. & A. Churchill. p. 583.